# 世界自然基金會香港分會

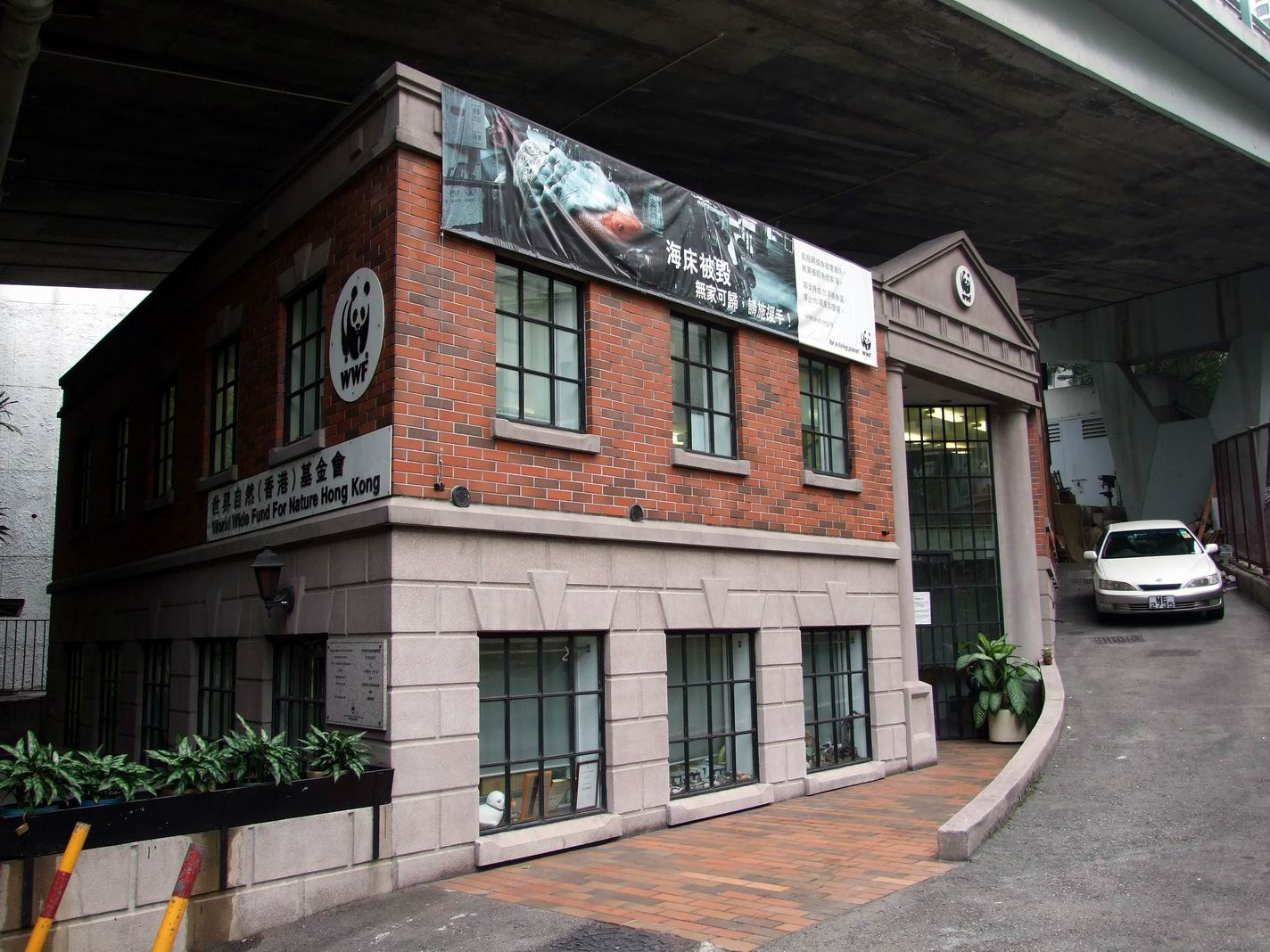
香港分會位於纜車徑的中環辦事處

世界自然基金會香港分會（英語：World Wide Fund For Nature Hong Kong）成立於1981年，屬世界自然基金会國際網絡的一份子，於香港葵興、中環、大埔元洲仔、米埔及海下灣設有共5個辦事處。

## 歷史
世界自然基金會香港分會的前身「世界自然（香港）基金會」（World Wildlife Fund Hong Kong）於1981年成立，初時致力籌募經費保護大熊貓及其他瀕危物種。1980年代在米埔發展教育中心及自然保護區，同時為學校開展各項環境教育活動。1984年開始管理米埔自然保護區，同年舉辦首屆「香港觀鳥大賽」（Big Bird Race）。1990年代開始致力推行多樣化的環境保護工作，重點項目有濕地存護政策工作及海洋存護政策工作。1992年在米埔首次舉行「步走大自然」（Walk for Nature）的前身「米埔環保行」（Discover Mai Po）籌款活動。

## 組織架構
| 董事委員會 - 何聞達先生（主席）（Mr. Edward M. Ho） - 李瑞霞女士（義務司庫）（Ms. Sarah Legg） - 白丹尼先生（義務法律顧問）（Mr. Daniel R Bradshaw） - 陳美娟女士（Ms. Sylvia Chan） - 張肇昌醫生（Dr. Steve Cheung） - 朱雅儀女士（Ms. Irene Chu） - 杜德俊教授（Professor David Dudgeon） - 范文志先生（Mr. William W. Flanz） - 方文雄先生, BBS, JP（Mr. David Fong, BBS, JP） - 龍德先生（Mr. Frederick J Long） - 彭敬慈博士, MH（Dr. K.C. Pang, MH） - 薛綺雯教授（Professor Yvonne Sadovy） - 吳宗權先生（Mr. Woo Chun Kuen, Douglas） 專業團隊 - 江偉智先生（Mr. Peter Cornthwaite 行政總裁） - 魏啟宏先生（Mr. Gavin Edwards 環境保護總監） - 黃碧茵小姐（Ms. Nicole Wong 企業事務總監） - 梁恩銘先生（Mr. Yamme Leung 教育總監） - 劉惠寧博士（Dr. Michael Lau 副總監, 環境保護） - 張志華先生（Mr. C.W.Cheung 氣候變化及生態足印項目高級主管） - 施百納先生（Mr. Bena Smith 米埔中心經理） - 文賢繼博士（Dr. Xianji Wen 環境保護經理，華南濕地） | 理事 - 鍾逸傑爵士, GBM, KBE, CMG, JP（The Honourable Sir David Akers-Jones, GBM, KBE, CMG, JP） - 郭志權博士, SBS, Ph.D, JP - 歐栢德先生 - 李瑞霞女士 - 白丹尼先生 - 龍德先生 - Chris Buttery 先生 - 霍綺蓮女士 - 陳啟宗先生 - 麥禮賢先生 - 莫君逸先生 - 陳美娟女士 - 梅慶堯先生 - 張肇昌醫生 - 黃永光先生 - 趙士端先生 - 伍潔鏇女士 - 彭敬慈博士, MH - 周邦華先生 - 薛綺雯教授 - 朱雅儀女士 - 邵在正先生 - 杜德俊教授 - 邵在德先生 - 范文志先生 - 譚惠珠女士, GBS, JP - 霍啟剛先生, JP - 唐裕年先生 - 方文雄先生, BBS, JP - 唐立賢先生 - 方潤華博士, SBS, JP - 王敏超先生, JP - 許傑志先生 - 吳宗權先生 - 何聞達先生 - 楊子信先生 - 捷成漢先生, BBS - 張偉明先生 - 唐慷納先生 |

## 教育中心
- 元洲仔自然環境保護研究中心
- 米埔沼澤野生生物教育中心
- 斯科特野外研習中心
- 海下灣海洋生物中心

## 工作

### 保育
保育項目包括保護香港海洋、淡水和濕地的物種和環境的工作，同時亦會監察香港政府的保育和環境政策。

#### 海洋
可持續發展漁業
海岸保護區
減少污染

### 生態足印
生態足印項目透過宣傳、廣告及推廣活動，以減少人類生態足印為主要目的。

### 教育
教育項目是保護環境最有效途徑之一，推廣可持續生活模式，透過趣味活動、親身參與和體驗，增加參與者的保育熱誠。

#### 社區項目
協助聾人機構「龍耳」拍攝有關「護環境教育短片」，提供有關保護環境的資訊。

## 外部連結
- 世界自然基金会香港分会官方網站（页面存档备份，存于）